# Jervaulx Abbey
Jervaulx Abbey ist die Ruine einer Zisterzienserabtei in England. Sie liegt in der Grafschaft North Yorkshire rund 8 km nordwestlich von Masham, im Wensleydale.

## Geschichte
Das Kloster wurde im Jahr 1145 in Fors bei Aysgarth von Akarius fitzBardolf als Tochterkloster der damals noch nicht von Calder Abbey wegverlegten späteren Byland Abbey gegründet und schloss sich im Jahr 1147 mit der Kongregation von Kloster Savigny in Frankreich dem Zisterzienserorden an; damit gehörte es zur Filiation der Primarabtei Clairvaux. Das für seine Pferdezucht bekannte Kloster wurde 1156 nach Jervaulx (Jor vale, Tal des Jor), verlegt. Im Jahr 1279 wurde der Abt Philip von einem der Mönche ermordet. Jervaulx gilt als Ursprungsstätte des Wensleydale-Käses. Das Kloster wurde 1537 eingezogen, der Abt Adam Sedbar und ein Mönch wurden erschossen und die Kirche gesprengt. Ein Teil der Klostergebäude wurde abgebrochen. Teile der Ausstattung gelangten in die Kirche von Aysgarth. Die nunmehr im Eigentum der Familie Burdon stehenden Ruinen des Klosters sind in beträchtlichem Umfang erhalten.

## Anlage und Bauten
Der Bau der Anlage begann wohl kurz vor 1156 und war um 1220 vollendet. Der Stil stellt den Übergang von der Romanik (Norman) zur Frühgotik (Early English) dar, jedoch ist das Infirmarium erst aus dem 13. Jahrhundert und die Nebengebäude im Südosten datieren teilweise erst in das 15. Jahrhundert. Von der Kirche, einer kreuzförmigen Anlage mit 10 Jochen im rund 50 m (162 Fuß) langen Langhaus, einem Querhaus mit zwei Seitenkapellen auf jeder Seite und einem rechteckigen, 64 Fuß langen und 63 Fuß breiten vierjöchigen Chor mit Umgang, sind nur niedrige Mauerreste erhalten. Das südliche Querhaus weist noch Reste der Dormitoriumstreppe auf. Südlich der geosteten Kirche liegen die Ruinen der dem regelmäßigen Plan entsprechenden Klausur, die Arkade des Kreuzgangs ist teilweise wiedererrichtet worden. Der sechs Stufen unterhalb des Kreuzgangs gelegene, ursprünglich rippengewölbte Kapitelsaal aus dem frühen 13. Jahrhundert wies neun (zum Teil wiederaufgestellte) Säulen auf. An ihn schloss sich das ebenfalls rippengewölbte Parlatorium an. Das Mönchsdormitorium lag über diesen Räumen. Das Wohnhaus des Abts ist weitgehend erhalten. Im Südwesten der Klosteranlage liegen die Reste des Torhauses.